# Lucina Gil
Isabel Lucina Gil Márquez, coneguda com a Lucina Gil (Sevilla, 30 de juny de 1967), treballa com a actriu en cinema, teatre i televisió. Des de 2003 alterna els seus treballs actorals amb la direcció cinematogràfica i la docència.

## Biografia
Nascuda en Sevilla en 1967, es llicencia en Art Dramàtic a l'Institut del Teatre d'aquesta ciutat. Posteriorment, obté la diplomatura en Guió i Direcció de Cinema al NIC (Núcleo de Investigaciones Cinematográficas), a Madrid, i es llicencia en Filologia Hispànica per la UNED.
Com a formació complementària, realitza cursos d'actuació a càrrec de Carlos Gandolfo, John Strasberg, Augusto Fernandes, Mariano Barroso, Juan Carlos Corazza i Pablo Messiez; de cant a l'escola de Gipsy T, en Buenos Aires; i de flamenc en les acadèmies d'Enrique el Cojo i Manolo Marín a Sevilla.
Des de 1987, treballa com a actriu en cinema, teatre i televisió. I, des de 2003, alterna aquesta labor amb la direcció cinematogràfica, tasca en la qual va obtenir el 2008 el Goya al millor curtmetratge documental per El hombre feliz.

## Teatre
| Any  | Obra                                                        | Autoria           | Direcció              | Teatre                            |
| ---- | ----------------------------------------------------------- | ----------------- | --------------------- | --------------------------------- |
| 2019 | Puntos suspensivos                                          | Esther Santos     | Esther Santos         | Teatro Lara. Madrid               |
| 2015 | Cómo ser Woody Allen                                        | Alejandro Feijóo  | Diego Bergier         | Estudio Teatro Madrid             |
| 2000 | Extraña visita                                              | Adolfo Marsillach | Natalia Menéndez      | Círculo de Bellas Artes de Madrid |
| 1999 | Comida                                                      | Martin Valdhuizer | Natalia Menéndez      | Círculo de Bellas Artes de Madrid |
| 1995 | Una cuestión de azar                                        | Jesús Cracio      | Jesús Cracio          | Centro Andaluz de Teatro          |
| 1992 | El programa de televisión                                   | Michael Vinater   | Consuelo Trujillo     | Instituto Francés. Madrid         |
| 1990 | La reina andaluza, versió musical de La estrella de Sevilla | Lope de Vega      | Carlos Gandolfo       | Centro Andaluz de Teatro          |
| 1989 | Cuentos para la hora de acostarse                           | Sean O´Casey      | Pedro Álvarez-Ossorio | Sevilla                           |

## Cinema
| Any  | Pel·lícula                                | Director                                                      |
| ---- | ----------------------------------------- | ------------------------------------------------------------- |
| 2014 | Ángeles rotos                             | Lia Chapman                                                   |
| 2013 | La limpiadora                             | Carlos Rubio Recio                                            |
| 2011 | El secreto del circo                      | Leyla Daruis, ECAM                                            |
| 2007 | La carta esférica                         | Imanol Uribe                                                  |
| 2004 | Reinas                                    | Manuel Gómez Pereira                                          |
| 2003 | Incautos                                  | Miguel Bardem                                                 |
| 2003 | Quién puede matar a un niño               | ESCAC - Escola Superior de Cinema i Audiovisuals de Catalunya |
| 2002 | Un año en la luna                         | Antonio Gárate                                                |
| 2003 | El viaje de Carol                         | Imanol Uribe                                                  |
| 2001 | Noche de Reyes                            | Miguel Bardem                                                 |
| 2001 | Don Quixote                               | Peter Yates                                                   |
| 1997 | Perdona bonita, pero Lucas me quería a mí | Félix Sabroso i Dunia Ayaso                                   |
| 1997 | Amores que matan                          | Juan Manuel Chumilla-Carbajosa                                |
| 1996 | Entre rojas                               | Azucena Rodríguez                                             |
| 1989 | El infierno prometido                     | Juan Manuel Chumilla-Carbajosa                                |
| 1990 | Shooting Elizabeth                        | Baz Taylor                                                    |

## Televisió
| Any  | Títol                          | Director                      | Canal                     |
| ---- | ------------------------------ | ----------------------------- | ------------------------- |
| 2012 | Sofía                          | Antonio Hernández             | Antena 3                  |
| 2009 | Punta Escarlata                |                               | Cuatro                    |
| 2008 | El internado                   |                               | Antena 3                  |
| 2008 | Hermanos y detectives          |                               | Tele 5                    |
| 2007 | Hospital Central               |                               | Tele 5                    |
| 2005 | Al filo de la ley              |                               | TVE 1                     |
| 2004 | Ana y los siete                |                               | TVE 1                     |
| 2004 | El comisario                   |                               | Tele 5                    |
| 2003 | Periodistas                    |                               | Tele 5                    |
| 2003 | Asalto informático             |                               | Canal Sur                 |
| 1999 | Robles, investigador           | Josetxo Sanmateo              | TVE 1                     |
| 1998 | Plaza Alta                     | Tito Rojas                    | Canal Sur i TVN 4 Noruega |
| 1998 | Todos los hombres sois iguales | Jesús Font                    | Tele 5                    |
| 1997 | Andalucía, cien años de pasión | Basilio Martín Patino         | Canal Sur                 |
| 1987 | Turno de oficio                | Manolo Matji                  | TVE 1                     |
| 1995 | Vidas cruzadas                 | Sonia Sánchez                 | Autonómicas               |
| 1995 | La Regenta                     | Fernando Méndez-Leite Serrano | TVE 1                     |
| 1992 | Compuesta y sin novio          | Pedro Masó                    | Antena 3                  |
| 1989 | Buenos Aires, háblame de amor  |                               | Televisió Argentina       |

## Direcció
| Año  | Obra                      | Premis |
| ---- | ------------------------- | --- |
| 2019 | ¿Quién es Ingrid Bergman? | En fase de posproducció. |
| 2011 | Los amores difíciles      | Primer llargmetratge espanyol finançat mitjançant micromecenatge a través de Partizipa.com Premiat com a Millor Documental en diversos festivals nacionals i internacionals: Alcances (Cádiz), ASECAN, Alcine, Houston, Puerto Rico… Secció oficial a Documenta Madrid, London International Film Festival, Visual Cine Novísimo, Miradas Doc… |
| 2007 | El hombre feliz           | Guanyador del Goya 2008 al Millor Curtmetratge Documental, Seleccionat en el Festival Internacional de Curtmetratges de Clermont Ferrand 2008 i Premi al Millor Curtmetratge en nombrosos festivals nacionals i internacionals. |
| 2007 | Las veredas               | Documental seleccionat al Festival Internacional de Cinema de Florencia. |
| 2004 | Entre voces               | Premi al Segon millor documental al Marató SGAE 2005. |
| 2003 | Cóctel                    | Premi al Millor curt de ficció al Festival de Cinema de La Laguna, Tenerife, i Premi al Millor projecte en cinema de la Diputació de Màlaga. |